# Bandera de San Juan de Luz
La bandera de San Juan de Luz (en euskera Donibane Ziburuko Estropada) es el premio de una regata que actualmente forma parte de la liga ARC (categoría 2), en categoría masculina, y de la Liga ETE, en categoría femenina, y que es organizada por el Club de Remo Ur Joko.

## Historia
En 1972 se celebró el I Gran Premio San Juan de Luz que se adjudicó Lasarte por delante de Pedreña, Fuenterrabía y Kaiku. Sin embargo esta competición dejó de celebrarse y se volvió a retomar en 1991 con el nombre de I Bandera de San Juan de Luz.
La regata femenina se organiza desde la creación de la Liga ETE en el año 2018 con participación de la trainera local Club de Remo Lapurdi. En la temporada 2020 se disputó en Guecho debido al impacto de la pandemia de la COVID-2019 y según el protocolo elaborado por la Asociación de Traineras de Mujeres.
La boya de salida y meta se sitúa frente a la Gran Playa de la localidad con las calles dispuestas en dirección norte hasta la baliza exterior colocada al sur del dique de l'Artha, que cierra la bahía. La prueba se realizó por el sistema de tandas por calles. En categoría masculina se bogan seis largos y cinco ciabogas lo que totaliza un recorrido de 3 millas náuticas que equivalen a 5556 metros;. en categoría femenina se reman tres largos y dos ciabogas lo que supone un recorrido de 1.5 millas náuticas que equivalen a 2778 metros.

## Categoría masculina

### Historial
| Edición | Año  | Ganador                        | Segundo                        | Tercero                        |
| ------- | ---- | ------------------------------ | ------------------------------ | ------------------------------ |
| I       | 1991 | San Pedro                      | Orio                           | Isuntza                        |
| II      | 1992 | San Pedro                      | Ur Kirolak                     | Orio                           |
| III     | 1993 | Orio                           | Ur Kirolak                     | Fuenterrabía                   |
| IV      | 1994 | Fuenterrabía                   | Ur Kirolak                     | Orio                           |
| V       | 1995 | Fuenterrabía                   | San Juan                       | Orio                           |
| VI      | 1996 | San Juan                       | Donibaneko                     | Trintxerpe                     |
| VII     | 1997 | Fuenterrabía                   | Trintxerpe                     | San Pedro                      |
| VIII    | 1998 | Tirán                          | Donibaneko                     | San Pedro                      |
| IX      | 1999 | San Juan                       | San Pedro                      | Kaiku                          |
| X       | 2000 | Tirán                          | San Juan                       | Trintxerpe                     |
| XI      | 2001 | Tirán                          | Urdaibai                       | Castro                         |
| XII     | 2002 | Tirán                          | Castro                         | San Juan                       |
| XIII    | 2003 | Trintxerpe                     | Ur Kirolak                     | Santiagotarrak                 |
| XIV     | 2004 | Arkote                         | Pontejos                       | Ciérvana                       |
| XV      | 2005 | Zarauz                         | Zumaya                         | Ciérvana                       |
| XVI     | 2006 | Kaiku                          | Colindres                      | Portugalete                    |
| XVII    | 2007 | Portugalete                    | Castro B                       | Arkote B                       |
| XVIII   | 2008 | Astillero                      | Orio B                         | Trintxerpe                     |
| XIX     | 2009 | Deusto                         | Trintxerpe                     | C. Santander                   |
| XX      | 2010 | Portugalete                    | Guetaria                       | Ondárroa                       |
| XXI     | 2011 | Basturialdea-Elantxobe         | Colindres                      | Ondárroa                       |
|         | 2012 | no disputada                   | no disputada                   | no disputada                   |
| XXII    | 2013 | Getxo                          | Fuenterrabía B                 | Deusto                         |
| XXIII   | 2014 | suspendida por fuertes vientos | suspendida por fuertes vientos | suspendida por fuertes vientos |
|         | 2015 | no disputada                   | no disputada                   | no disputada                   |
| XXIV    | 2016 | Arkote                         | Getxo                          | Oiartzun                       |
| XXV     | 2017 | Lapurdi                        | San Juan B                     | Hibaika                        |
| XXVI    | 2018 | Deusto                         | Getaria                        | Lekittarra                     |
| XXVII   | 2019 | Zarauz                         | Deusto                         | Donostiarra                    |
| XXVIII  | 2020 | Castreña                       | Lapurdi                        | Fuenterrabía B                 |
| XXIX    | 2021 | San Juan                       | Getaria                        | Pedreña                        |
| XXX     | 2022 | Lapurdi                        | Motrico                        | Portugalete                    |
| XXXI    | 2023 | San Juan                       | Lapurdi                        | San Pedro                      |

### Palmarés
| Victorias | Club                   | Años                   |
| --------- | ---------------------- | ---------------------- |
| 4         | San Juan               | 1996, 1999, 2021, 2023 |
| 4         | Tirán                  | 1998, 2000, 2001, 2002 |
| 3         | Fuenterrabía           | 1994, 1995, 1997       |
| 2         | San Pedro              | 1991, 1992             |
| 2         | San Juan               | 1996, 1999             |
| 2         | Arkote                 | 2004, 2016             |
| 2         | Zarauz                 | 2005, 2019             |
| 2         | Portugalete            | 2007, 2010             |
| 2         | Deusto                 | 2009, 2018             |
| 2         | Lapurdi                | 2017, 2022             |
| 1         | Orio                   | 1993                   |
| 1         | Trintxerpe             | 2003                   |
| 1         | Kaiku                  | 2006                   |
| 1         | Astillero              | 2008                   |
| 1         | Basturialdea-Elantxobe | 2011                   |
| 1         | Getxo                  | 2013                   |
| 1         | Castreña               | 2020                   |

## Categoría femenina

### Historial
| Edición | Año  | Ganadora   | Segunda  | Tercera        |
| ------- | ---- | ---------- | -------- | -------------- |
| I       | 2018 | San Juan   | Orio     | Arraun Lagunak |
| II      | 2019 | Hibaika    | Zumaia   | Kaiku          |
| III     | 2020 | Tolosaldea | San Juan | Hibaika        |
| IV      | 2021 | Tolosaldea | Hibaika  | Zumaia         |
| V       | 2022 | Zumaia     | Hibaika  | Deusto         |
| VI      | 2023 | Zumaia     | Kaiku    | Deusto         |

### Palmarés
| Victorias | Club       | Años       |
| --------- | ---------- | ---------- |
| 2         | Tolosaldea | 2020, 2021 |
| 2         | Zumaia     | 2022, 2023 |
| 1         | San Juan   | 2018       |
| 1         | Hibaika    | 2019       |